# Distrikt Cholón
Der Distrikt Cholón liegt in der Provinz Marañón in der Region Huánuco in Zentral-Peru. Der Distrikt wurde am 21. Oktober 1912 gegründet. Er hat eine Fläche von 2202 km². Beim Zensus 2017 wurden 5858 Einwohner gezählt. Sitz der Distriktverwaltung ist die auf einer Höhe von 2350 m gelegene Ortschaft San Pedro de Chonta mit 679 Einwohnern (Stand 2017). San Pedro de Chonta befindet sich knapp 31 km ostsüdöstlich der Provinzhauptstadt Huacrachuco.

## Geographische Lage
Der Distrikt Cholón liegt im Norden und Nordosten der Provinz Marañón. Der Distrikt umfasst das obere Einzugsgebiet des Río Chontayacu, linker Nebenfluss des Río Huallaga. Im Westen bildet die Wasserscheide der peruanischen Zentralkordillere die Distriktgrenze, im Osten reicht der Distrikt bis zum Río Huallaga. Eine Straße verläuft entlang dem Flusslauf des Río Chontayacu und verbindet den Distrikt mit der weiter östlich gelegenen Stadt Uchiza.
Der Distrikt Cholón grenzt im Südosten an den Distrikt Santa Rosa de Alto Yanajanca, im Südwesten an die Distrikte Huacaybamba, Pinra und Canchabamba (alle drei in der Provinz Huacaybamba), im Westen an die Distrikte San Buenaventura und Huacrachuco, im Norden an die Distrikte Shunte und Uchiza (alle drei in der Provinz Tocache) sowie im Osten an den Distrikt Nuevo Progreso (Provinz Tocache).

## Ausnahmezustand 2011
Am 14. September 2011 rief die peruanische Regierung in dem Distrikt einen 60-tägigen Ausnahmezustand aufgrund von kriminellen Aktivitäten ehemaliger Mitglieder der Organisation Sendero Luminoso („Leuchtender Pfad“) in der Region aus.